# Pyroneura agnesia
Pyroneura agnesia är en fjärilsart som beskrevs av John Nevill Eliot 1967. Pyroneura agnesia ingår i släktet Pyroneura och familjen tjockhuvuden. Inga underarter finns listade i Catalogue of Life.